# 温杜埃斯德莱尔达
温杜埃斯德莱尔达，是西班牙阿拉贡自治区萨拉戈萨省的一个市镇。 总面积43平方公里，总人口48人（2001年），人口密度1人/平方公里。